# EC Jacuipense
Az Esporte Clube Jacuipense, röviden Jacuipense, egy 1965-ben létrehozott labdarúgócsapat. Székhelye Riachão do Jacuípe. A klub a Baiano bajnokság és a Série D résztvevője.

## Története
Az egyesületet 1965. április 21-én alapították. Legnagyobb sikerük Bahia állam másodosztályú bajnoki címe, melyet 1989-ben szereztek meg.

## Sikerlista

### Állami
- 1-szeres Segunda Divisão bajnok: 1989

## Játékoskeret
2015-től
| # |     | Poszt | Név           |
| - | --- | ----- | ------------- |
|   | BRA | K     | Edvando       |
|   | BRA | K     | Márcio Greyck |
|   | BRA | V     | Matheus       |
|   | BRA | V     | Uesles        |
|   | BRA | V     | Luciano       |
|   | BRA | V     | Ramon         |
|   | BRA | V     | Diego Martins |
|   | BRA | V     | Edcarlos      |
|   | BRA | V     | Dimas         |
|   | BRA | V     | Bruno         |
|   | BRA | V     | Adriano       |

| # |     | Poszt | Név         |
| - | --- | ----- | ----------- |
|   | BRA | KP    | Flávio      |
|   | BRA | KP    | Marcelo     |
|   | BRA | KP    | Oliveira    |
|   | BRA | KP    | Tiago Lima  |
|   | BRA | KP    | Lucas       |
|   | BRA | KP    | Ubiratan    |
|   | BRA | KP    | Janio       |
|   | BRA | CS    | Jô          |
|   | BRA | CS    | Nadson      |
|   | BRA | CS    | Diego Silva |
|   | BRA | CS    | Meidson     |